# أكثم عبد الحميد
ولد الفنان أكثم عبد الحميد في جبلة، سورية عام 1955.
درس أكثم الفنون الجميلة في جامعة دمشق وتخصص في النحت وتخرج من الكلية سنة 1981.
يعمل أكثم عبد الحميد مدرساً ومديراً للمعهد المتوسط للفنون التطبيقية في دمشق منذ العام 1987.
أعماله مقتناة من قبل وزارة الثقافة السورية، المتحف الوطني بدمشق، وضمن مجموعات خاصة كما أنه مثل سورية في مسابقات عالمية كالمسابقة الدولية للنحت التي نظمتها اليونيسكو في باريس عام 1993.